# Cratere Bingham
Bingham è un cratere lunare di 34,99 km situato nella parte nord-occidentale della faccia nascosta della Luna.
Il cratere è dedicato all'esploratore statunitense Hiram Bingham.

## Crateri correlati
Alcuni crateri minori situati in prossimità di Bingham sono convenzionalmente identificati, sulle mappe lunari, attraverso una lettera associata al nome.
| Bingham | Coordinate            | Diametro (in km) |
| ------- | --------------------- | ---------------- |
| H       | 7°27′36″N 116°13′12″E | 26,65            |